# Gobiesox lucayanus
Gobiesox lucayanus är en fiskart som beskrevs av Briggs, 1963. Gobiesox lucayanus ingår i släktet Gobiesox och familjen dubbelsugarfiskar. Inga underarter finns listade i Catalogue of Life.